# 蒙斯 (滨海夏朗德省)
蒙斯（法語：Mons，法語發音：[mɔ̃s] ⓘ）是法国滨海夏朗德省的一个市镇，位于该省东部，属于圣让当热利区。

## 地理
蒙斯（45°49'14"N, 0°20'44"W）面积15.63 平方千米，位于法国新阿基坦大区滨海夏朗德省，该省份为法国西部滨海省份，北起旺代省，西临大西洋，南至吉倫特省，东南接多爾多涅省，东北接德塞夫勒省接壤，东临夏朗德省。
与蒙斯接壤的市镇（或旧市镇、城区）包括：布雷维尔、梅纳克、库尔瑟拉克、米格龙、普里尼亚克、勒瑟尔、索纳克、托尔、瓦勒德干邑。
蒙斯的时区为UTC+01:00、UTC+02:00（夏令时）。

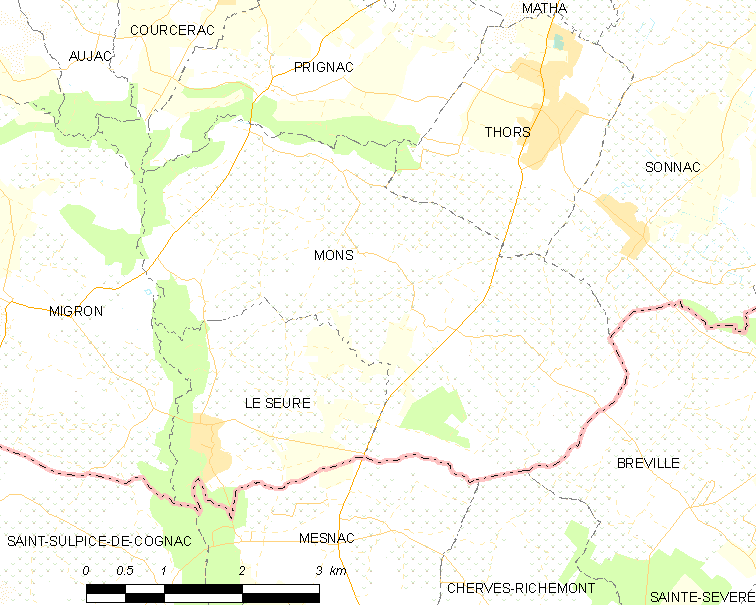
蒙斯的OSM定位图

## 行政
蒙斯的邮政编码为17160，INSEE市镇编码为17239。

## 政治
蒙斯所属的省级选区为马塔县。

## 人口

1962-2008年间蒙斯人口变化图示

蒙斯于2022年1月1日时的人口数量为446人。